# Danh sách xã thuộc tỉnh Nam Định
Tính đến ngày 1 tháng 9 năm 2024, tỉnh Nam Định có 175 đơn vị hành chính cấp xã, trong đó có 146 xã.
Dưới đây là danh các xã thuộc tỉnh Nam Định hiện nay.
| Xã          | Trực thuộc         | Diện tích (km²) | Dân số (người) | Mật độ dân số (người/km²) | Thành lập |
| ----------- | ------------------ | --------------- | -------------- | ------------------------- | --------- |
| Bạch Long   | Huyện Giao Thủy    |                 |                |                           |           |
| Bình Hòa    | Huyện Giao Thủy    |                 |                |                           |           |
| Bình Minh   | Huyện Nam Trực     |                 |                |                           |           |
| Cộng Hòa    | Huyện Vụ Bản       |                 |                |                           |           |
| Đại An      | Huyện Vụ Bản       |                 |                |                           |           |
| Đại Thắng   | Huyện Vụ Bản       |                 |                |                           |           |
| Đồng Sơn    | Huyện Nam Trực     |                 |                |                           |           |
| Đồng Thịnh  | Huyện Nghĩa Hưng   |                 |                |                           |           |
| Giao An     | Huyện Giao Thủy    |                 |                |                           |           |
| Giao Châu   | Huyện Giao Thủy    |                 |                |                           |           |
| Giao Hà     | Huyện Giao Thủy    |                 |                |                           |           |
| Giao Hải    | Huyện Giao Thủy    |                 |                |                           |           |
| Giao Hương  | Huyện Giao Thủy    |                 |                |                           |           |
| Giao Lạc    | Huyện Giao Thủy    |                 |                |                           |           |
| Giao Long   | Huyện Giao Thủy    |                 |                |                           |           |
| Giao Nhân   | Huyện Giao Thủy    |                 |                |                           |           |
| Giao Phong  | Huyện Giao Thủy    |                 |                |                           |           |
| Giao Tân    | Huyện Giao Thủy    |                 |                |                           |           |
| Giao Thanh  | Huyện Giao Thủy    |                 |                |                           |           |
| Giao Thịnh  | Huyện Giao Thủy    |                 |                |                           |           |
| Giao Tiến   | Huyện Giao Thủy    |                 |                |                           |           |
| Giao Xuân   | Huyện Giao Thủy    |                 |                |                           |           |
| Giao Yến    | Huyện Giao Thủy    |                 |                |                           |           |
| Hải An      | Huyện Hải Hậu      |                 |                |                           |           |
| Hải Anh     | Huyện Hải Hậu      |                 |                |                           |           |
| Hải Châu    | Huyện Hải Hậu      |                 |                |                           |           |
| Hải Đông    | Huyện Hải Hậu      |                 |                |                           |           |
| Hải Đường   | Huyện Hải Hậu      |                 |                |                           |           |
| Hải Giang   | Huyện Hải Hậu      |                 |                |                           |           |
| Hải Hòa     | Huyện Hải Hậu      |                 |                |                           |           |
| Hải Hưng    | Huyện Hải Hậu      |                 |                |                           |           |
| Hải Long    | Huyện Hải Hậu      |                 |                |                           |           |
| Hải Lộc     | Huyện Hải Hậu      |                 |                |                           |           |
| Hải Minh    | Huyện Hải Hậu      |                 |                |                           |           |
| Hải Nam     | Huyện Hải Hậu      |                 |                |                           |           |
| Hải Ninh    | Huyện Hải Hậu      |                 |                |                           |           |
| Hải Phong   | Huyện Hải Hậu      |                 |                |                           |           |
| Hải Phú     | Huyện Hải Hậu      |                 |                |                           |           |
| Hải Quang   | Huyện Hải Hậu      |                 |                |                           |           |
| Hải Sơn     | Huyện Hải Hậu      |                 |                |                           |           |
| Hải Tân     | Huyện Hải Hậu      |                 |                |                           |           |
| Hải Tây     | Huyện Hải Hậu      |                 |                |                           |           |
| Hải Trung   | Huyện Hải Hậu      |                 |                |                           |           |
| Hải Xuân    | Huyện Hải Hậu      |                 |                |                           |           |
| Hiển Khánh  | Huyện Vụ Bản       |                 |                |                           |           |
| Hoàng Nam   | Huyện Nghĩa Hưng   |                 |                |                           |           |
| Hồng Quang  | Huyện Nam Trực     |                 |                |                           |           |
| Hồng Quang  | Huyện Ý Yên        |                 |                |                           |           |
| Hồng Thuận  | Huyện Giao Thủy    |                 |                |                           |           |
| Hợp Hưng    | Huyện Vụ Bản       |                 |                |                           |           |
| Kim Thái    | Huyện Vụ Bản       |                 |                |                           |           |
| Liêm Hải    | Huyện Trực Ninh    |                 |                |                           |           |
| Liên Minh   | Huyện Vụ Bản       |                 |                |                           |           |
| Minh Tân    | Huyện Vụ Bản       |                 |                |                           |           |
| Mỹ Hà       | Thành phố Nam Định |                 |                |                           |           |
| Mỹ Lộc      | Thành phố Nam Định |                 |                |                           |           |
| Mỹ Phúc     | Thành phố Nam Định |                 |                |                           |           |
| Mỹ Tân      | Thành phố Nam Định |                 |                |                           |           |
| Mỹ Thắng    | Thành phố Nam Định |                 |                |                           |           |
| Mỹ Thuận    | Thành phố Nam Định |                 |                |                           |           |
| Mỹ Trung    | Thành phố Nam Định |                 |                |                           |           |
| Nam Cường   | Huyện Nam Trực     |                 |                |                           |           |
| Nam Dương   | Huyện Nam Trực     |                 |                |                           |           |
| Nam Điền    | Huyện Nam Trực     |                 |                |                           |           |
| Nam Điền    | Huyện Nghĩa Hưng   |                 |                |                           |           |
| Nam Hải     | Huyện Nam Trực     |                 |                |                           |           |
| Nam Hoa     | Huyện Nam Trực     |                 |                |                           |           |
| Nam Hồng    | Huyện Nam Trực     |                 |                |                           |           |
| Nam Hùng    | Huyện Nam Trực     |                 |                |                           |           |
| Nam Lợi     | Huyện Nam Trực     |                 |                |                           |           |
| Nam Thái    | Huyện Nam Trực     |                 |                |                           |           |
| Nam Thanh   | Huyện Nam Trực     |                 |                |                           |           |
| Nam Thắng   | Huyện Nam Trực     |                 |                |                           |           |
| Nam Tiến    | Huyện Nam Trực     |                 |                |                           |           |
| Nghĩa An    | Huyện Nam Trực     |                 |                |                           |           |
| Nghĩa Châu  | Huyện Nghĩa Hưng   |                 |                |                           |           |
| Nghĩa Hải   | Huyện Nghĩa Hưng   |                 |                |                           |           |
| Nghĩa Hồng  | Huyện Nghĩa Hưng   |                 |                |                           |           |
| Nghĩa Hùng  | Huyện Nghĩa Hưng   |                 |                |                           |           |
| Nghĩa Lạc   | Huyện Nghĩa Hưng   |                 |                |                           |           |
| Nghĩa Lâm   | Huyện Nghĩa Hưng   |                 |                |                           |           |
| Nghĩa Lợi   | Huyện Nghĩa Hưng   |                 |                |                           |           |
| Nghĩa Phong | Huyện Nghĩa Hưng   |                 |                |                           |           |
| Nghĩa Phú   | Huyện Nghĩa Hưng   |                 |                |                           |           |
| Nghĩa Sơn   | Huyện Nghĩa Hưng   |                 |                |                           |           |
| Nghĩa Thái  | Huyện Nghĩa Hưng   |                 |                |                           |           |
| Nghĩa Thành | Huyện Nghĩa Hưng   |                 |                |                           |           |
| Nghĩa Trung | Huyện Nghĩa Hưng   |                 |                |                           |           |
| Phú Hưng    | Huyện Ý Yên        |                 |                |                           |           |
| Phúc Thắng  | Huyện Nghĩa Hưng   |                 |                |                           |           |
| Phương Định | Huyện Trực Ninh    |                 |                |                           |           |
| Quang Trung | Huyện Vụ Bản       |                 |                |                           |           |
| Tam Thanh   | Huyện Vụ Bản       |                 |                |                           |           |
| Tân Minh    | Huyện Ý Yên        |                 |                |                           |           |
| Tân Thịnh   | Huyện Nam Trực     |                 |                |                           |           |
| Thành Lợi   | Huyện Vụ Bản       |                 |                |                           |           |
| Thọ Nghiệp  | Huyện Xuân Trường  |                 |                |                           |           |
| Trà Lũ      | Huyện Xuân Trường  |                 |                |                           |           |
| Trung Đông  | Huyện Trực Ninh    |                 |                |                           |           |
| Trung Nghĩa | Huyện Ý Yên        |                 |                |                           |           |
| Trung Thành | Huyện Vụ Bản       |                 |                |                           |           |
| Trực Chính  | Huyện Trực Ninh    |                 |                |                           |           |
| Trực Cường  | Huyện Trực Ninh    |                 |                |                           |           |
| Trực Đại    | Huyện Trực Ninh    |                 |                |                           |           |
| Trực Đạo    | Huyện Trực Ninh    |                 |                |                           |           |
| Trực Hùng   | Huyện Trực Ninh    |                 |                |                           |           |
| Trực Hưng   | Huyện Trực Ninh    |                 |                |                           |           |
| Trực Khang  | Huyện Trực Ninh    |                 |                |                           |           |
| Trực Mỹ     | Huyện Trực Ninh    |                 |                |                           |           |
| Trực Nội    | Huyện Trực Ninh    |                 |                |                           |           |
| Trực Thái   | Huyện Trực Ninh    |                 |                |                           |           |
| Trực Thanh  | Huyện Trực Ninh    |                 |                |                           |           |
| Trực Thắng  | Huyện Trực Ninh    |                 |                |                           |           |
| Trực Thuận  | Huyện Trực Ninh    |                 |                |                           |           |
| Trực Tuấn   | Huyện Trực Ninh    |                 |                |                           |           |
| Việt Hùng   | Huyện Trực Ninh    |                 |                |                           |           |
| Vĩnh Hào    | Huyện Vụ Bản       |                 |                |                           |           |
| Xuân Châu   | Huyện Xuân Trường  |                 |                |                           |           |
| Xuân Giang  | Huyện Xuân Trường  |                 |                |                           |           |
| Xuân Hồng   | Huyện Xuân Trường  |                 |                |                           |           |
| Xuân Ngọc   | Huyện Xuân Trường  |                 |                |                           |           |
| Xuân Ninh   | Huyện Xuân Trường  |                 |                |                           |           |
| Xuân Phú    | Huyện Xuân Trường  |                 |                |                           |           |
| Xuân Phúc   | Huyện Xuân Trường  |                 |                |                           |           |
| Xuân Tân    | Huyện Xuân Trường  |                 |                |                           |           |
| Xuân Thành  | Huyện Xuân Trường  |                 |                |                           |           |
| Xuân Thượng | Huyện Xuân Trường  |                 |                |                           |           |
| Xuân Vinh   | Huyện Xuân Trường  |                 |                |                           |           |
| Yên Bình    | Huyện Ý Yên        |                 |                |                           |           |
| Yên Chính   | Huyện Ý Yên        |                 |                |                           |           |
| Yên Cường   | Huyện Ý Yên        |                 |                |                           |           |
| Yên Dương   | Huyện Ý Yên        |                 |                |                           |           |
| Yên Đồng    | Huyện Ý Yên        |                 |                |                           |           |
| Yên Khang   | Huyện Ý Yên        |                 |                |                           |           |
| Yên Khánh   | Huyện Ý Yên        |                 |                |                           |           |
| Yên Lộc     | Huyện Ý Yên        |                 |                |                           |           |
| Yên Lương   | Huyện Ý Yên        |                 |                |                           |           |
| Yên Mỹ      | Huyện Ý Yên        |                 |                |                           |           |
| Yên Nhân    | Huyện Ý Yên        |                 |                |                           |           |
| Yên Ninh    | Huyện Ý Yên        |                 |                |                           |           |
| Yên Phong   | Huyện Ý Yên        |                 |                |                           |           |
| Yên Phúc    | Huyện Ý Yên        |                 |                |                           |           |
| Yên Thắng   | Huyện Ý Yên        |                 |                |                           |           |
| Yên Thọ     | Huyện Ý Yên        |                 |                |                           |           |
| Yên Tiến    | Huyện Ý Yên        |                 |                |                           |           |
| Yên Trị     | Huyện Ý Yên        |                 |                |                           |           |